# Emerson (Manitoba)
Emerson ist eine Kleinstadt im Süden der Provinz Manitoba in Kanada. Die Stadt wurde nach dem US-amerikanischen Philosophen und Schriftsteller Ralph Waldo Emerson benannt. Die Stadt liegt am östlichen Ufer des Red River of the North, etwas nördlich der Grenze zu den Vereinigten Staaten und an dem Punkt, an dem sich die Provinz Manitoba sowie die US-Bundesstaaten Minnesota und North Dakota treffen. Früher führte eine wichtige Zugverbindung zwischen den Vereinigten Staaten und Kanada an der Stadt vorbei, an der Züge Great Northern Railway (heute BNSF Railway) und Soo Line Railroad sowie des Canadian National und Canadian Pacific Railways vorbeiführten. In der Stadt befinden sich eine Grundschule und eine weiterführende Schule in der Nähe von Dominion City. 